# Самсондін Оуро
Самсондін Оуро (фр. Samsondin Ouro, нар. 2 березня 2000, Ройтлінген, Німеччина) — тоголезький футболіст, півзахисник словенського клуба «Мура» та національної збірної Того.
На правах оренди грає у клубі «Радомлє».

## Ігрова кар'єра

### Клубна
Самсондін Оуро народився у німецькому місті Ройтлінген. Саме там він почав займатися футболом у місцевому ФК «Ройтлінген», що грає в Оберлізі. У 2019 році футболіст приєднався до академії загребського «Динамо». Але в основі команди Оуро не зіграв жодного матчу. І сезон 2020/21 почав у сусідній Словенії, де підписав контракт з клубом Першої ліги «Мура». В тому ж сезоні у складі команди Оуро виграв чемпіонат Словенії.
Влітку 2022 року Оуро відправився в оренду у інший словенський клуб «Радомлє».

### Збірна
У березні 2022 року у товариському матчі проти команди Сьєрра-Леоне Самсондін Оуро дебютував у складі національної збірної Того.

## Титули
Мура
 Чемпіон Словенії: 2020/21